# Rozkol v rodině
Rozkol v rodině (v anglickém originále Brawl in the Family) je 7. díl 13. řady (celkem 276.) amerického animovaného seriálu Simpsonovi. Scénář napsal Joel H. Cohen a díl režíroval Matthew Nastuk. V USA měl premiéru dne 6. ledna 2002 na stanici Fox Broadcasting Company a v Česku byl poprvé vysílán 26. srpna 2003 na stanici ČT1.

## Děj
Republikánská strana ve Springfieldu se rozhodne, že péče o životní prostředí bude trestným činem. Následné znečištění způsobí kyselý déšť, který Simpsonovým zničí televizní anténu a donutí je zůstat uvnitř a hrát Monopoly, aby si ukrátili čas. Když vyjde najevo, že Bart podvádí a používá kostky Lega jako hotelové figurky, Bart vyhrožuje Líze a Homer ho napadne. Marge a Líza se je snaží od sebe odtrhnout. Přestože Maggie není schopna mluvit, s pomocí speciálního tlačítka zavolá na rodinu policii a pak se chopí Marge a pokusí se ji od Homera odtrhnout. Rodina je s pomocí policejní robotky zatčena za způsobení domácího násilí. 
Po krátkém pobytu ve vězení je propustí sociální pracovník Gabriel, kterého si Homer splete s andělem seslaným z nebe. Gabriel se k rodině nastěhuje, aby jim pomohl znovu fungovat. Poté, co Gabriel pozoruje rodinné zvláštnosti, vezme rodinu do lesa a podle toho diagnostikuje rodinné problémy: Marge se snaží dokázat rodině svou hodnotu vařením jídla, Bart je závislý na bláznivých kouscích, protože na sebe chce upozorňovat, a Homer je prostě opilý šašek. Gabriel pak připraví výzvu, aby Simpsonovi poznali důležitost týmové práce, a to tak, že na strom umístí piknikový koš. Cílem je, aby rodina spolupracovala jako tým a dostala ho dolů. Po strastiplné záchranné akci, při níž Bart řídí rodinné auto a Homer se málem stane kořistí divokých predátorů, Simpsonovi uspějí a Gabriel jim pogratuluje, že během cesty domů spolupracovali jako rodina. 
Když dorazí domů, čekají na ně Amber a Ginger, což Gabriela znechuceně vyvede z míry. Amber ukáže Marge a dětem videozáznam, na kterém se opilý Homer žení ve Vegas, zatímco Ginger je vedle s ovdovělým Nedem Flandersem. Homer se snaží dosáhnout toho, aby soud anuloval jeho manželství s Amber, ale soudkyně Konstance Krutá to odmítne s tím, že Homer si Amber vzal v Nevadě, kde je bigamie povolena, a manželství stále platí, protože Homer se s Amber nikdy oficiálně nerozvedl. Marge je tak rozzlobená, že Homera vyžene a ten se usadí v Bartově domku na stromě s Amber, která se ho pokouší svést tím, že mu dělá sendviče, což vzbudí Marginu žárlivost. Amber se také neúspěšně pokouší sblížit s Bartem a Lízou, kteří jí zazlívají, že rozbila jejich rodinu. Homer stále miluje Marge a odmítá spát s Amber, a tak se pokusí přespat v boudě Spasitele, ale nakonec se mu její dvířka přilepí na hlavu a zbytek noci se ji snaží sundat, zatímco Marge to pozoruje z okna. Druhý den najde Marge Homera spícího uprostřed rozbitých zbytků psí boudy a požádá ho, aby si s ní šel promluvit dovnitř, i když je na něj stále naštvaná kvůli tomu, co udělal. 
Zatímco Amber leží v dětském bazénku, zaslechne, jak se Homer a Marge kvůli ní hádají, přičemž Homer nakonec oznámí, že Marge a děti opouští. Homer pak pozve Amber k Vočkovi na noční popíjení, zatímco Marge s dětmi zvenčí odposlouchává. Druhý den Amber s kocovinou zjistí, že je nyní provdaná za dědu Simpsona, a Simpsonovi mají videozáznam události o tom, jak přísahala, že opustí všechny ostatní manžele, když se provdá za dědu. Amber a Ginger, která už má Neda plné zuby, spěšně odjedou zpět do Vegas. Rodina oslavuje své vítězství tím, že drží při sobě, zatímco děda, zpočátku zoufalý z toho, že ho Amber opustila, se s tím rychle naučí být spokojený.

## Produkce
Díl režíroval Matthew Nastuk a byl první epizodou, na které se Joel H. Cohen podílel jako jediný scenárista. Předtím Cohen získal pracoval na Vádě s vědmou, první části Speciálního čarodějnického dílu této řady, který se vysílal předchozího roku. Rozkol v rodině se původně vysílal 6. ledna 2002 na stanici Fox. Jednalo se o první epizodu, u které Al Jean působil jako jediný showrunner. Byla to však druhá z jeho epizod, která se vysílala, protože díl s vánoční tematikou Malověrná Líza, kterou produkoval jako druhou, byl vybrán k odvysílání jako první, protože by se shodovala se svátky. Nápad na tento díl předložil Jean, jenž chtěl navázat na epizodu 10. řady Ať žije Flanders. V ní Homer vezme Neda do Las Vegas, aby ho naučil, jak se bavit. Během pobytu se oba opijí a druhý den ráno se probudí a zjistí, že si vzali dvě koktejlové servírky, Amber a Ginger. Epizoda končí tím, že se Homer a Ned vrací zpět domů. Jean se domníval, že konec dílu Ať žije Flanders byl „trochu nedotažený“, protože „když necháte manželku ve Vegas, vystopují vás“. Nadhodil díl Rozkol v rodině, aby to „vyřešil“. Amber a Ginger ztvárnily Pamela Haydenová a Tress MacNeilleová.
V dílu se v roli sociálního pracovníka Gabriela představil britský herec a divadelní režisér Delroy Lindo. Podle Jeana byl Lindo vybrán do hostující role kvůli svému „skvělému hlasu“. Gabriel byl poté navržen tak, aby odpovídal Lindovu hlasu. V komentáři na DVD k epizodě Lindo vyjádřil nespokojenost s návrhem postavy. Uvedl: „Kdybych byl divák, při pohledu na to bych si řekl: ‚Ten chlap nezní tak, jak vypadá.‘.“. Nicméně dodal, že jeho účinkování v epizodě mu vyneslo „velký kredit“ mezi jeho neteřemi a synovci. V rozhovoru pro The A.V. Club uvedl: „Poté, co jsem ten hlas namluvil, jsem si velmi dobře uvědomil sílu Simpsonových, protože v určitých kruzích jsem okamžitě získal důvěryhodnost.“. V epizodě se také objevila Jane Kaczmareková jako soudkyně Konstance Krutá.

## Kulturní odkazy
Název epizody je odkazem na americký televizní pořad All In The Family. Simpsonovi zpívají hit „We Are Family“ od Sister Sledge z roku 1979, když jedou domů z výletu do lesa. Poté, co Simpsonovi píseň zazpívají, odkazuje Gabriel na film Život je krásný z roku 1946, když se zmiňuje o tom, že si vysloužil křídla.

## Vydání
V původním americkém vysílání 6. ledna 2002 sledovalo díl podle agentury Nielsen Media Research přibližně 12,8 milionu diváků. Stal se 28. nejsledovanějším pořadem týdne, kdy byl vysílán, a porazil tak pořady jako 8 jednoduchých pravidel stanice ABC a Drzá Jordan a Mister Sterling stanice NBC.
Později téhož roku byla epizoda nominována na cenu Environmental Media Award v kategorii Televizní komediální epizoda, v které nakonec prohrála s dílem Dharmy a Grega Protecting the Ego-System. Nominace dílu byla podle Jeana založena pouze na scéně, ve které „větší ryba sežere menší tříokou rybu“, a proto, že na ocenění bylo málo kandidátů. Dne 24. srpna 2010 byla epizoda vydána jako součást DVD a Blu-ray kompletu The Simpsons: The Complete Thirteenth Season. Na audiokomentáři k dílu se podíleli Al Jean, Joel H. Cohen, Max Pross, Delroy Lindo, Matt Warburton a David Silverman.
Po vydání na DVD se dílu dostalo od kritiků smíšeného hodnocení. Brendanu Dandovi a Guyi Davisovi ze simpsonovského podcastu Four Finger Discount se epizoda líbila. Dando je velkým fanouškem aspektu pokračování dílu Ať žije Flanders, zatímco Davis ocenil výkon Delroye Linda, který drží první dvě části pohromadě. Oba se však shodli, že postavy Amber a Ginger byly vykresleny negativněji, než si zasloužily. 
Aaron Peck z High-Def Digest kritizoval epizodu za neoriginalitu a napsal: „Homer vždycky udělá něco, co ohrozí jeho manželství s Marge. Když se nečekaně objeví Homerova ‚manželka z Vegas‘ (…), stane se totéž. Je to dějová linie, která se už vyčerpala, ale přesto pokračuje.“. Ron Martin ze serveru 411Mania popsal díl jako „směšně nastavený“. Andre Dellamorte ze serveru Collider díl označil za „manýristický až směšný“. I když jej nepovažoval za nejhorší epizodu, kterou kdy viděl, kritizoval tempo dílu a nedostatek satiry, když napsal: „Prostě se talíře točí tak rychle a tak nesmyslně, že se z toho stávají jen gagy. (…) Satira je pryč; je to jen incident za incidentem, aby se připravily gagy (z nichž některé jsou vtipné) a seriál se dostal na konec.“.
Colin Jacobson napsal pro DVD Movie Guide, že epizoda „vypadá jako dvě části příběhu spojené do jednoho; jako by scenáristé nedokázali naplnit ani jeden z příběhů na celých 22 minut, a tak prostě slepili dva poloprogramy dohromady.“. Dodal, že se mu přesto „podařilo párkrát zasmát“, a také tvrdil, že díl je velmi podobný epizodě z 1. série Taková nenormální rodinka, čehož si všiml i Ryan Keefer z DVD Talk. Navzdory smíšenému hodnocení je Rozkol v rodině často považován za oblíbenou epizodu fanoušků a R. L. Shaffer z IGN ji označil za jeden z „klenotů“ sezóny.